# ヴェーターラ
ヴェーターラ（サンスクリット: वेताल vetāla）とは、仏教、ヒンドゥー教などインドの様々な文献で伝えられる鬼神の一種である。
人の死体を操り、これを動かすと言われる。日本の「死人憑き」（死体に取り付く見えない妖怪）と似ている。
仏教においては四夜叉神の1人。毘陀羅、起屍鬼、屍鬼と訳される。